# Dobkovice
Dobkovice jsou obec v okrese Děčín v Ústeckém kraji. Leží na levém břehu Labe mezi Ústím nad Labem a Děčínem. Žije v ní 661 obyvatel. Vede přes ni železniční trať Praha–Děčín se zastávkou Dobkovice a silnice I/62. Dobkovicemi protéká potok Poustka, který zde ústí do Labe. Údolím potoka vede silnice II/25377, při níž leží vesnice Prosetín a Poustka, patřící k obci Dobkovice.

## Historie
První písemná zmínka o vesnici pochází z roku 1383.

## Obyvatelstvo
Při sčítání lidu v roce 1921 ve vsi žilo 636 obyvatel (z toho 321 mužů), z nichž bylo jedenáct Čechoslováků, 617 Němců a osm cizinců. Osm jich bylo evangelíky, po jednom zástupci měli nezjišťované církve a lidé bez vyznání a ostatní se hlásili k římskokatolické církvi. Podle sčítání lidu z roku 1930 měla vesnice 630 obyvatel: 29 Čechoslováků, 580 Němců a 21 cizinců. Většina (537 osob) se hlásila k římskokatolické církvi, ale žilo zde také 22 evangelíků, šest členů církve československé a 65 lidí bez vyznání.
|                                                                     | 1869 | 1880 | 1890 | 1900 | 1910 | 1921 | 1930 | 1950 | 1961 | 1970 | 1980 | 1991 | 2001 | 2011 | 2021 |
| ------------------------------------------------------------------- | ---- | ---- | ---- | ---- | ---- | ---- | ---- | ---- | ---- | ---- | ---- | ---- | ---- | ---- | ---- |
| Obyvatelé                                                           | 371  | 369  | 476  | 644  | 725  | 636  | 630  | 372  | 374  | 596  | 708  | 563  | 587  | 547  | 551  |
| Domy                                                                | 54   | 60   | 64   | 77   | 83   | 84   | 88   | 79   | 145  | 111  | 108  | 116  | 119  | 117  | 122  |
| Data z roku 1961 zahrnují i domy místních částí Poustka a Prosetín. |      |      |      |      |      |      |      |      |      |      |      |      |      |      |      |

## Obecní správa

### Části obce
- Dobkovice
- Poustka
- Prosetín

Pod obec spadá také zámeček a bývalá osada Skrytín.

### Obecní symboly
Znak a vlajka byly obci uděleny rozhodnutím předsedy Poslanecké sněmovny Parlamentu České republiky dne 6. června 2017.

## Společnost

### Sport
V obci působí fotbalový oddíl SK Dobkovice založený v letech 1945–1946, který hraje krajskou soutěž v Ústeckém kraji. Klub má k dispozici fotbalové hřiště s rozměry 95 × 55 metrů a hlediště pro 380 diváků.

### Kultura
V Dobkovicích se nachází kulturní sál, kde v minulosti probíhaly zábavy a plesy, s kapacitou 200 míst k sezení, jeviště vhodným pro divadelní představení a propojením s místní hospodou a barem. V sále se konají příležitostné akce pořádané obcí.[zdroj⁠?!]
V Dobkovicích byla založena v roce 2014 Talk show – Dobkovice, kterou uvádí místní moderátor. Součástí pořadu je živá kapela. První představení proběhlo 30. října a další se od té doby konají jednou až dvakrát ročně.

## Další fotografie

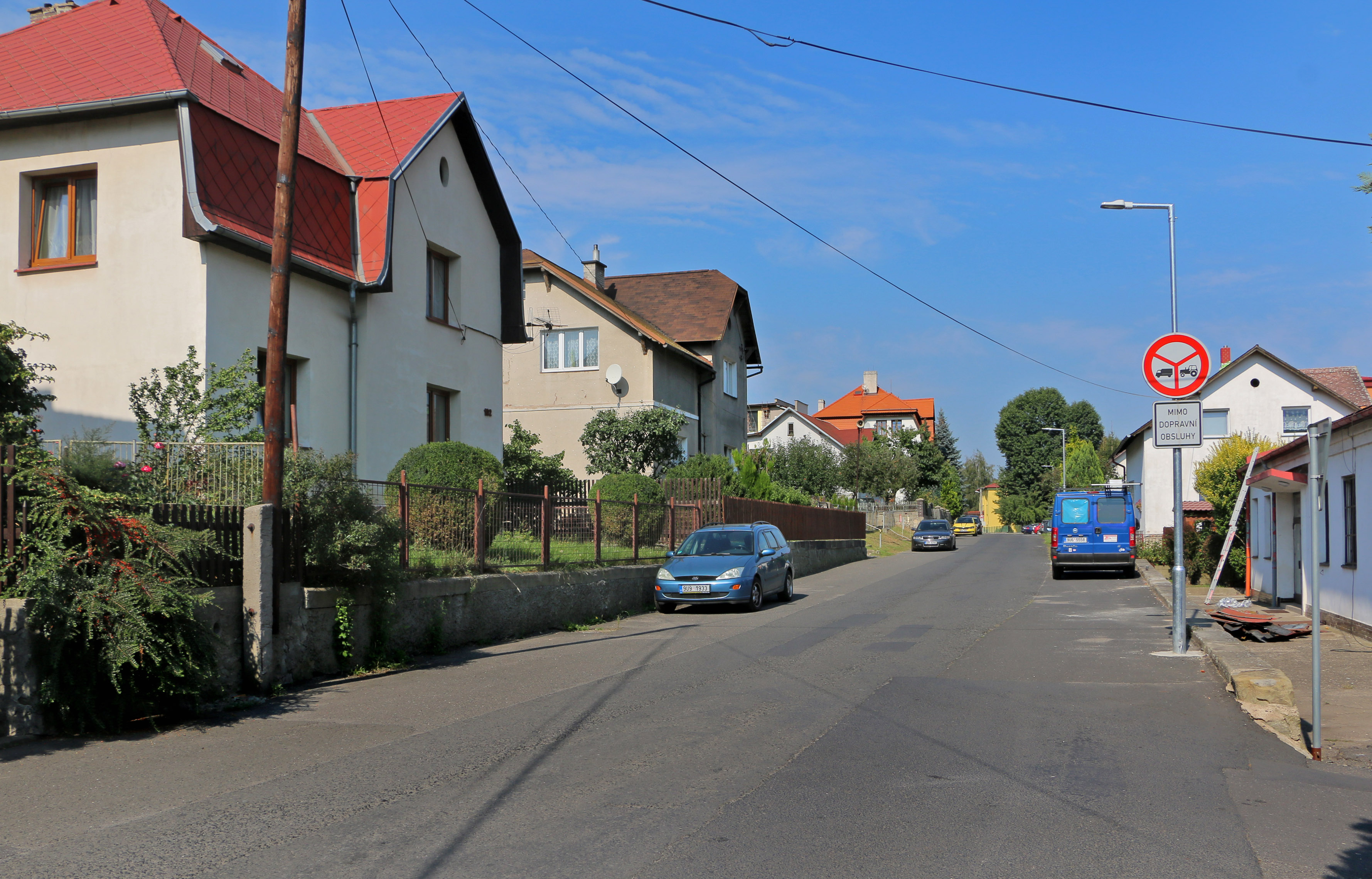
Severní část obce
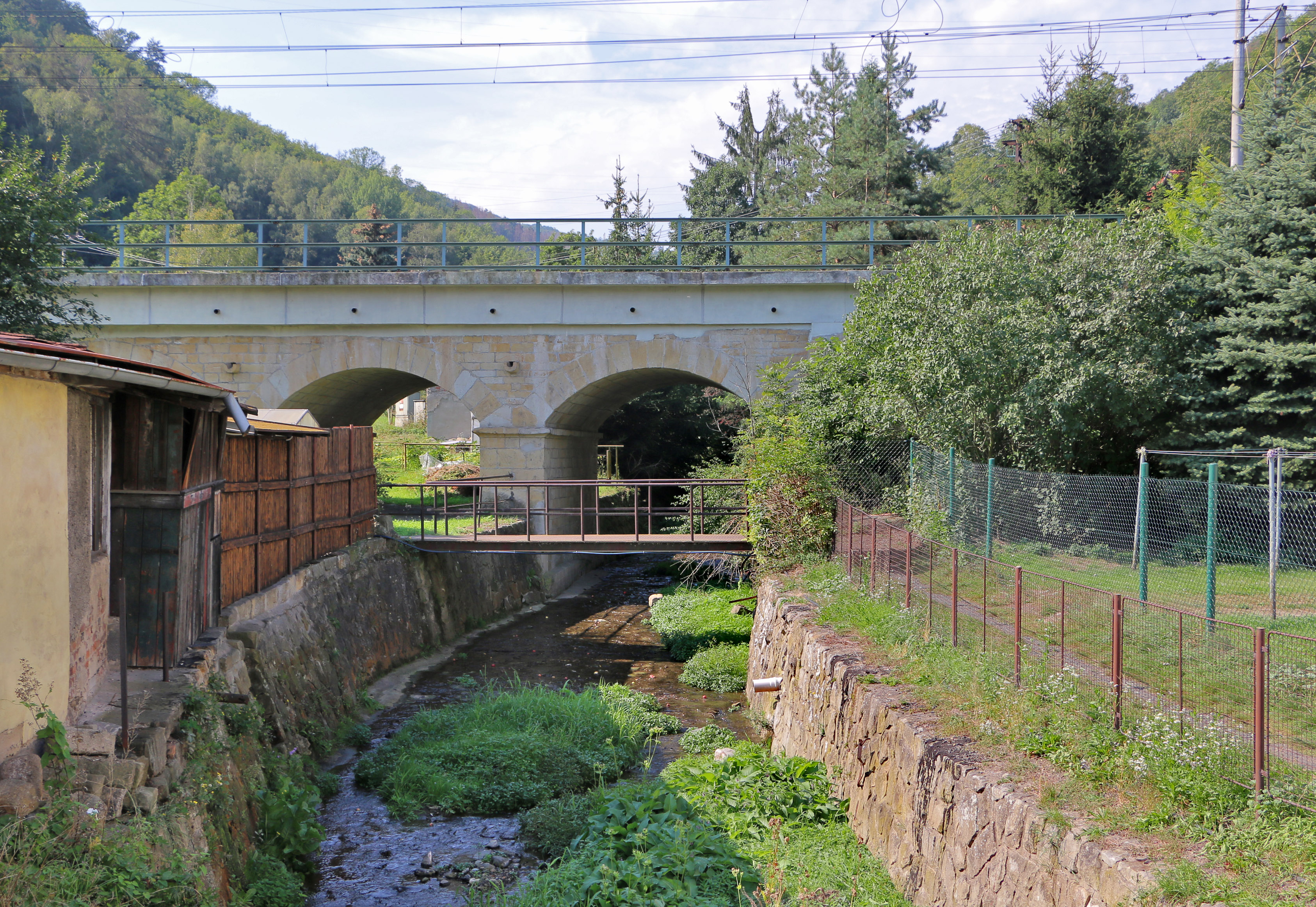
Potok Poustka
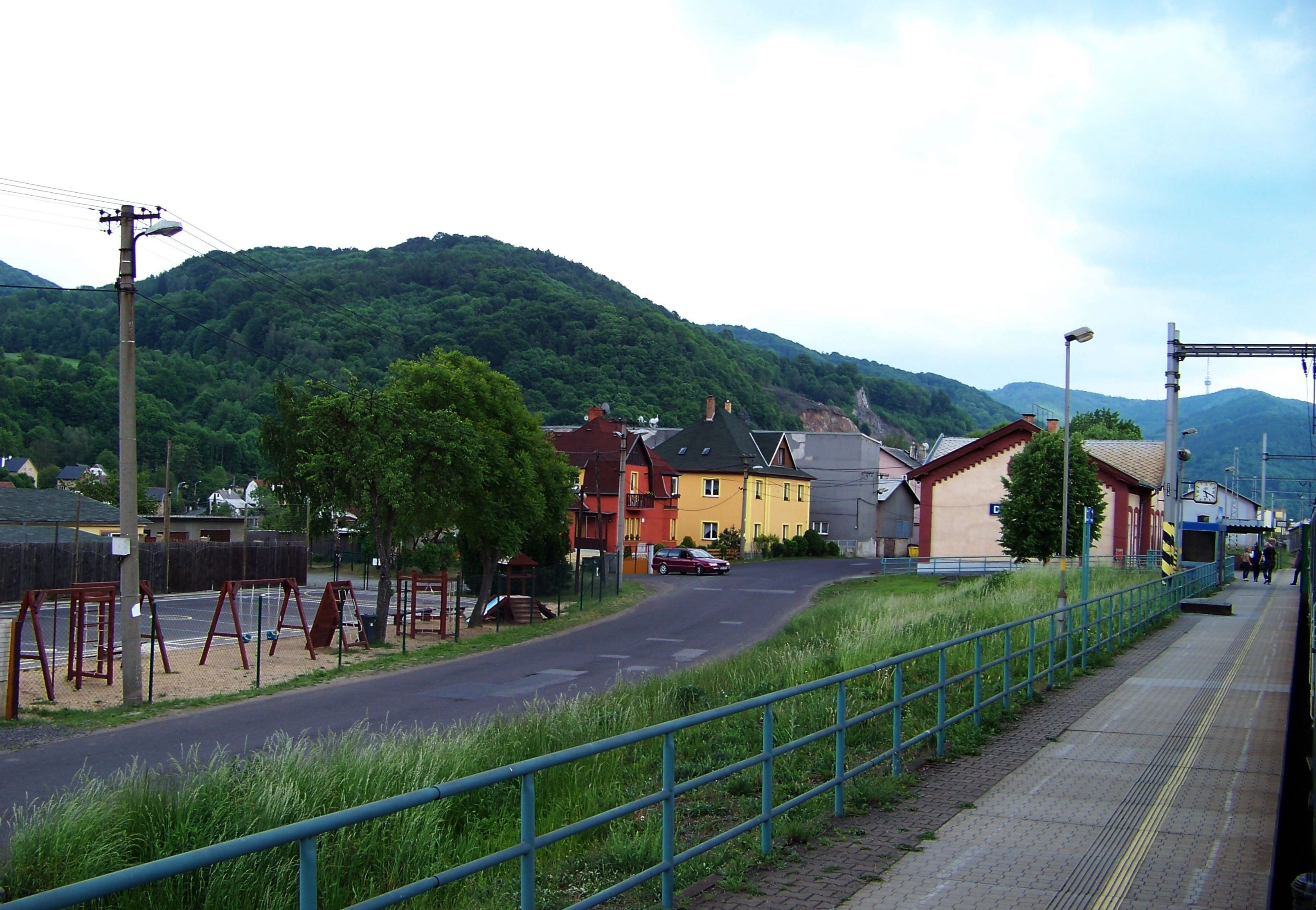
Dobkovice z vlaku